# Kedungbendo (Tanggulangin)
Kedungbendo is een bestuurslaag in het regentschap Sidoarjo van de provincie Oost-Java, Indonesië. Kedungbendo telt 59 inwoners (volkstelling 2010).